# Reinhard Claaßen
Reinhard Claaßen (* 30. Juli 1886 in Norden; † 10. Februar 1960 in Coburg) war ein deutscher Architekt.

## Leben

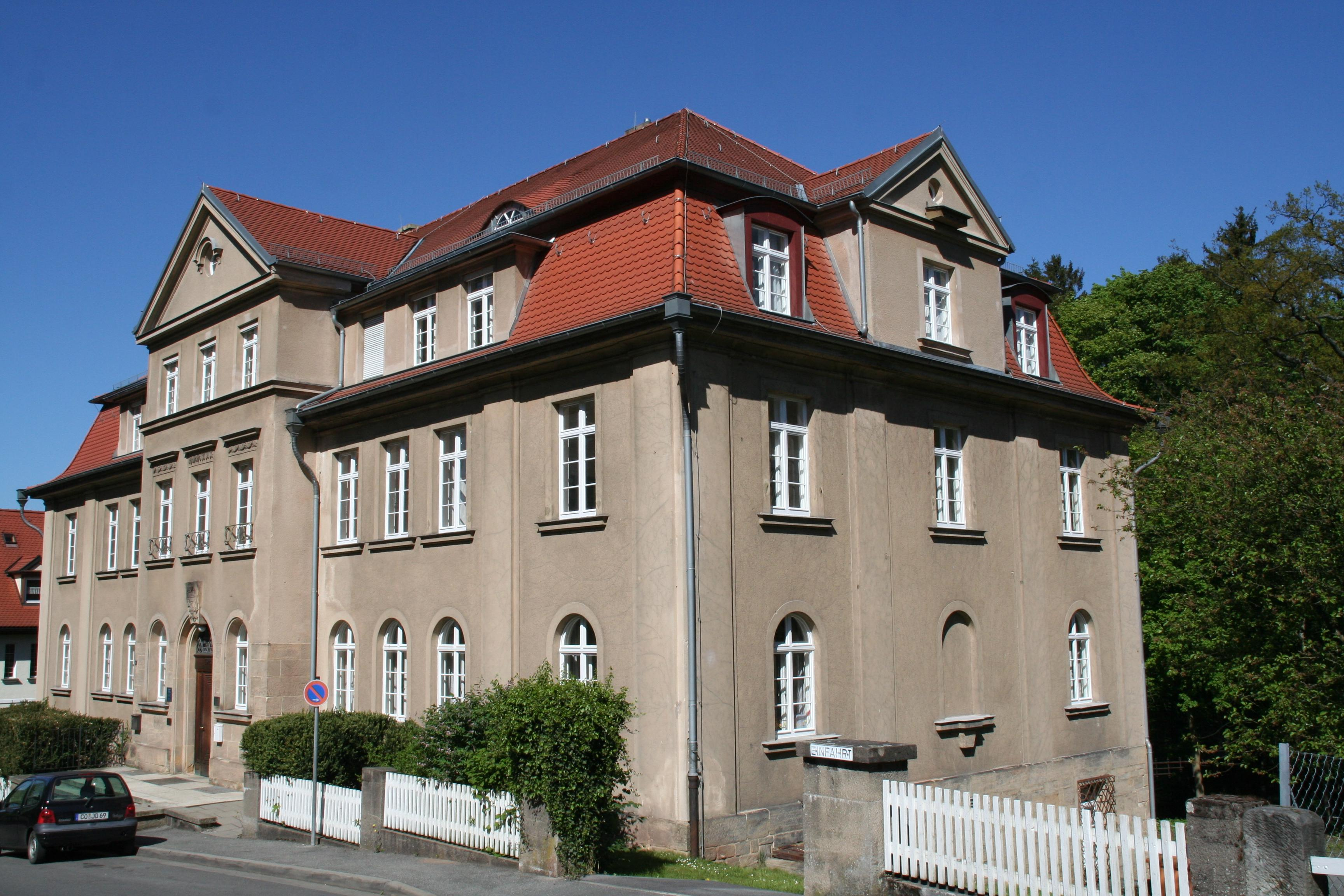
Gebäude der herzoglichen Verwaltung, Elsässer Straße 9 in Coburg

Claaßen wurde 1886 unehelich geboren und wuchs als Einzelkind bei seiner Mutter auf. Er begann im Jahr 1900 seine berufliche Ausbildung an der königlich preußischen Kreisbauinspektion Norden. Ab 1903 folgten eine ergänzende Ausbildung in den Bauhütten von Hannover und Altona und zwei Jahre später Tätigkeiten in diversen norddeutschen Architekturbüros. Im Jahr 1911 gründete er sein eigenes Büro in Meiningen. Ab 1915 nahm er am Ersten Weltkrieg teil, ein Jahr später wurde er schwer verwundet entlassen.:S. 168
Ab 1916 wirkte Claaßen in Soldau als Wiederaufbauarchitekt des kriegszerstörten Ostpreußens mit. Er plante bis zur Abtretung der Gebiete an Polen aufgrund der Bestimmungen des Versailler Vertrages 1920 neue öffentliche Bauten, Wohn- und Pfarrhäuser. Es folgte ein Jahr in Palästina, wo er mit dem Architekturbüro Hecker & Yellin zusammenarbeitete und unter anderem für Jaffa Entwürfe eines Verwaltungshochhauses und einen Saalbau fertigte.:S. 168
Im Jahr 1921 kam Claaßen nach Coburg, wo er 1922/1923 für die Herzoglich Sachsen-Coburg und Gotha’sche Verwaltung in der Elsässer Straße eine Villa im Stil des reduzierten Historismus plante. Als eines der größeren Objekte wurde 1924/1925 das Rathaus von Zella-Mehlis nach seinen Plänen im Stil der Neuen Sachlichkeit, an monumentalen Architekturformen der Moderne orientiert, errichtet. 1925 trat Claaßen als herzoglicher Bauamtmann in die Dienste des ehemaligen Herzogs Carl Eduard von Sachsen-Coburg und Gotha ein. Er realisierte für ihn in den 1920er Jahren den Bau von zwei weiteren repräsentativen Gebäuden in der Elsässer Straße in Coburg, einer Gedächtniskapelle für Helene zu Waldeck und Pyrmont, bei dem Jagdschloss Hinterriß in Tirol, ferner Forst- und Arbeiterwohnhäuser sowie Ökonomiebauten in Thüringen und in den 1930er Jahren Um- und Erweiterungsbauten am Callenberger Schloss. Claaßen war langjähriger Vorsitzender des Coburger Kunstvereins.
Als Mitglied des Bauausschusses der Adolf-Hitler-Haus-GmbH plante Claaßen 1933/1934 im Auftrag des Coburger Oberbürgermeisters Franz Schwede den Umbau des Coburger Gesellschaftshauses zur repräsentativen Parteizentrale der örtlichen NSDAP. In den folgenden Jahren war er vor allem für das Coburger Stadtbauamt unter Wilhelm Rehlein als Berater tätig und planerisch an den kommunalen Neubauten der Gewerbeschule, des Gräfsblocks sowie des Kriegerdenkmals in den Arkaden beteiligt. Für die Erweiterung des Coburger Rathauses im Rahmen des Umbaus der Stadtsparkasse entwarf Claaßen 1938 an der Ecke zur Rosengasse einen neuen Coburger Erker, den „Führererker“, der Hitler und Schwede mit Reliefs und Sinnsprüchen des Führers, wie „Blut und Boden sind die Grundlagen der Nation“, ein Denkmal setzen sollte.:S. 176
Claaßen war zum 1. Mai 1935 in die NSDAP eingetreten (Mitgliedsnummer 3.664.387) und hatte das Amt des Beauftragten der Reichskammer der bildenden Künste im Kreis Coburg inne. Von 1936 bis 1940 bearbeitete er im Auftrag von Schwede, der seit 1934 Gauleiter des Gaues Pommern und Oberpräsident der preußischen Provinz Pommern war, Entwürfe für ein Gauforum und andere monumentale Bauten in Stettin. Seine Studien über „Bauten in Backstein“ in imperialem Stil beinhalteten vor allem Zeichnungen für Verwaltungs- und Parteibauten. 1940 entwarf Claaßen für die örtliche NSDAP in Coburg ein Kreisforum auf dem damals unbebauten Judenberg, mit einer Aufmarschallee, einem Aufmarschplatz für 10.000 Personen und einer Festhalle mit 3500 Quadratmetern Grundfläche. 1941 ernannte ihn Carl Eduard zum Baudirektor mit einem Jahresgehalt von 10.000 Reichsmark.:S. 179
Die Spruchkammer Coburg-Stadt stufte 1948 Claaßen als Mitläufer ein. Im selben Jahr wurde er von der Herzoglichen Verwaltung in den Ruhestand versetzt. In den folgenden Jahren wirkte Claaßen in Oberfranken als Architekt und Berater der evangelisch-lutherischen Landeskirche in Bayern. Er entwarf verschiedene Kirchenneubauten und leitete die Renovierungen und Erweiterungen von mittelalterlichen Kirchen.

## Kirchliche Neubauten (Auswahl)

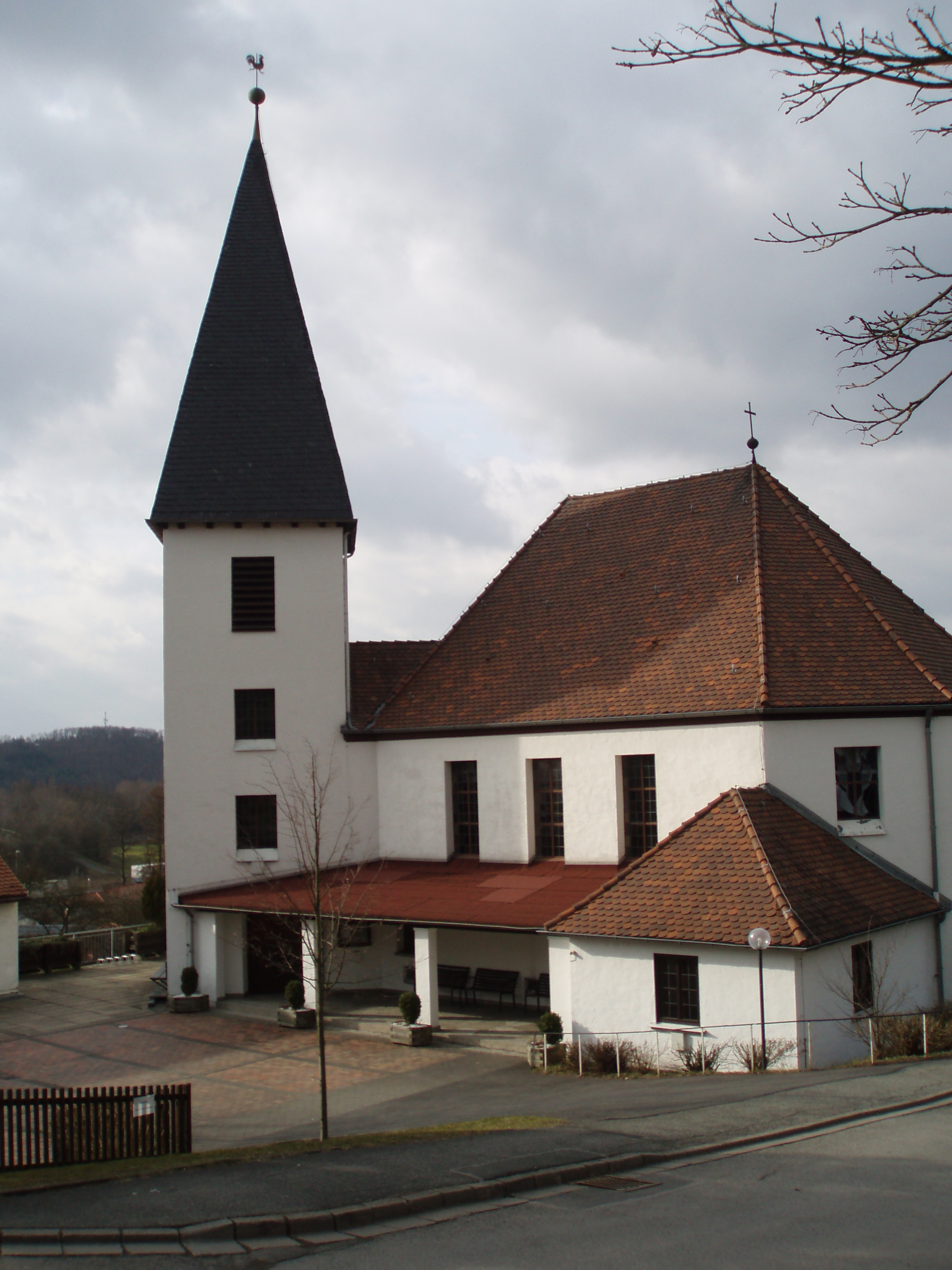
Dr.-Martin-Luther-Kirche, Coburg-Creidlitz

- 1937: Gemeindezentrum St. Johannis in Hof
- 1938–1939: Evangelische Christuskirche in Hof
- 1946: Evangelische Kirche in Steinwiesen
- 1946–1951: Auferstehungskirche in Kleintettau
- 1950: St. Laurentius in Ebersdorf bei Coburg
- 1953: Christuskirche in Steinbach am Wald
- 1954: Auferstehungskirche in Stockheim
- 1954: Evangelische Kirche in Langenbach
- 1955: Friedenskirche in Wildenheid
- 1956: Gnadenkirche in Schauberg
- 1955–1956: Dr.-Martin-Luther-Kirche in Creidlitz
- 1959: Kindergarten im Coburger Augustinenstift